# Teoria do éter
Na física, as teorias do éter propõem a existência de um meio, uma substância ou campo que preenche o espaço, considerado necessário como meio de transmissão para a propagação de forças eletromagnéticas ou gravitacionais. Desde o desenvolvimento da relatividade especial, as teorias que usam um éter substancial deixaram de ser utilizadas na física moderna e agora se juntam a modelos mais abstratos.
Esse éter moderno inicial tem pouco em comum com o éter dos elementos clássicos dos quais o nome foi emprestado. As diversas teorias incorporam as várias concepções deste meio e substância. 

## Ondas piloto
Louis de Broglie declarou: "Qualquer partícula, sempre isolada, deve ser imaginada como um contínuo "contato energético" com um meio oculto".

## Conjeturas e propostas
Teoria do éter é o nome geral dado a um conjunto de ideias produzidas principalmente na segunda metade do século XIX com o objetivo de dar um corpo coeso às teorias físicas existentes até então. Apesar de podermos encontrar traços fortes dessa teoria desde o pensamento de Isaac Newton (1642-1727), foram Hendrik Lorentz (1853-1928) e Henri Poincaré (1854-1912) os cientistas que ficaram conhecidos como autores dessa teoria mais moderna.
No final do século XIX tanto a mecânica de Newton como o eletromagnetismo de Maxwell estavam consolidados enquanto teorias físicas. Segundo a teoria eletromagnética, uma partícula carregada eletricamente que atravessa um campo magnético sofre a ação de uma força que depende: da carga da partícula, do campo magnético e da velocidade da partícula. Como a teoria eletromagnética não definia claramente a partir de qual observador essa velocidade deveria ser medida, popularizou-se a existência de um observador privilegiado onde são válidas as leis do eletromagnetismo. Tal observador foi chamado éter.
Para justificar o éter não ter sido descoberto anteriormente foi necessário atribuir a ele algumas propriedades 'mágicas', como, por exemplo, ter densidade nula e preencher todos os espaços vazios - mesmo os intergalácticos.
Em 1881 A. Michelson (1852-1931) encontrou uma forma de medir a velocidade do éter em relação à Terra (ver abaixo Experiência de Michelson-Morley). O experimento foi aprimorado e repetido em 1887 sem indicar resultados positivos em nenhum dos casos. Ao que tudo indicava, se o éter realmente existe, a natureza se comporta de forma a torná-lo imperceptível.
Como o éter não era detectado por nenhum dos experimentos realizados, a teoria do éter sofreu sucessivos acréscimos. Suas alterações mais significativas foram a hipótese do arrastamento do éter, a hipótese da contração de Lorentz e as transformações de Lorentz. Todas elas apontavam para uma questão simples: Se a natureza se comporta como se o éter não pudesse ser visto, então quais são nossas razões para acreditar na sua existência?
Nos primeiros anos do século XX a teoria do éter já se encontrava enfraquecida e tornou-se um paradigma desacreditado por seus próprios idealizadores. No entanto, sua proposta física continuou em aberto e diversas especulações sobre a possibilidade de um éter seguiram até a física atual.
De acordo com o ponto de vista filosófico de Einstein, Dirac, Bell, Polyakov, Hooft, Laughlin, de Broglie, Maxwell, Newton e outros teóricos, pode haver um meio com propriedades físicas preenchendo o espaço 'vazio', um éter, permitindo os processos físicos observados.
Albert Einstein em 1894 ou 1895 disse: "A velocidade de uma onda é proporcional à raiz quadrada das forças elásticas que causam [sua] propagação e inversamente proporcional à massa do éter movida por essas forças".
Albert Einstein, em 1920: "Podemos dizer que, de acordo com a teoria geral da relatividade, o espaço é dotado de qualidades físicas; nesse sentido, portanto, existe um éter. De acordo com a teoria geral da relatividade, espaço sem éter é impensável; pois nesse espaço, não apenas não haveria propagação da luz, mas também não haveria possibilidade de existência de padrões de espaço e tempo (barras de medição e relógios), nem, portanto, intervalos de espaço-tempo no sentido físico. Mas este éter não pode ser pensado como dotado da característica qualitativa de meios ponderáveis, como consistindo de partes que podem ser rastreadas ao longo do tempo. A ideia de movimento pode não ser aplicada a ela".
Paul Dirac escreveu em 1951: "O conhecimento físico avançou muito desde 1905, principalmente pela chegada da mecânica quântica, e a situação [sobre a plausibilidade científica do éter] mudou novamente. Se alguém examinar a questão à luz do conhecimento atual, descobrimos que o éter não é mais descartado pela relatividade, e agora podem ser apresentadas boas razões para postular um éter ... Temos agora a velocidade em todos os pontos do espaço-tempo, desempenhando um papel fundamental na eletrodinâmica. É natural considerá-la como a velocidade de alguma coisa física real. Assim, com a nova teoria da eletrodinâmica [vácuo cheio de partículas virtuais] somos bastante forçados a ter um éter".
John Bell, em 1986, entrevistado por Paul Davies em "O Fantasma no Átomo", sugeriu que uma teoria do éter poderia ajudar a resolver o paradoxo EPR ao permitir um quadro referencial no qual os sinais fossem mais rápidos que a luz. Ele sugere que a contração de Lorentz é perfeitamente coerente, não é inconsistente com a relatividade e pode produzir uma teoria do éter perfeitamente consistente com o experimento de Michelson-Morley. Bell sugere que o éter foi erroneamente rejeitado por motivos puramente filosóficos: "o que é inobservável não existe" [p. 49] Einstein achou a teoria do "não éter" mais simples e elegante, mas Bell sugere que isso não o descarta. Além dos argumentos baseados em sua interpretação da mecânica quântica, Bell também sugere ressuscitar o éter porque é um dispositivo pedagógico útil. Ou seja, muitos problemas são resolvidos mais facilmente imaginando a existência de um éter.
Einstein observou: "Deus não joga dados com o Universo". E aqueles que concordam com ele estão procurando uma teoria clássica do éter determinista que implicaria previsões da mecânica quântica como uma aproximação estatística, uma teoria de variáveis ocultas. Em particular, Gerard 'Hooft conjeturou que: "Não devemos esquecer que a mecânica quântica não descreve realmente que tipo de fenômeno dinâmico está realmente acontecendo, mas nos dá resultados probabilísticos. Para mim, parece extremamente plausível que qualquer teoria razoável para a dinâmica na escala de Planck levaria a processos que são tão complicados de descrever que se esperaria flutuações aparentemente estocásticas em qualquer teoria de aproximação que descreva os efeitos de tudo isso em escalas muito maiores. Parece bem razoável primeiro tentar uma teoria determinística clássica para o domínio de Planck. Pode-se especular então que o que hoje chamamos de mecânica quântica pode não ser outra coisa senão uma técnica engenhosa para lidar estatisticamente com essa dinâmica". Em seu artigo, Blasone, Jizba e Kleinert "tentaram substanciar a recente proposta de G. 'Hooft, na qual a teoria quântica é vista como não uma teoria de campo completa, mas que na verdade é um fenômeno emergente que surge de um nível mais profundo de dinâmica. A dinâmica subjacente é considerada como sendo mecânica clássica, com Lagrangianos singulares fornecidos com uma condição de perda de informações apropriada. Com suposições plausíveis sobre a natureza real da dinâmica restrita, a teoria quântica aparece quando o algoritmo clássico de Dirac-Bergmann para dinâmica restrita é aplicado para o caminho clássico integral [...]."
Louis de Broglie, "Se for assumido um meio sub-quântico oculto, o conhecimento de sua natureza pareceria desejável. Certamente é de caráter bastante complexo. Não poderia servir como meio de referência universal, pois isso seria contrário à teoria da relatividade."
Em 1982, Ioan-Iovitz Popescu, físico romeno, escreveu que o éter é "uma forma de existência da matéria, mas difere qualitativamente da substância (atômica e molecular) comum ou radiação (fótons)". O éter fluido é "governado pelo princípio da inércia e sua presença produz uma modificação da geometria espaço-tempo". Construída sobre os corpúsculos ultra mundanos de Le Sage, a teoria de Popescu postula um universo finito "preenchido com algumas partículas de massa extremamente pequena, viajando caoticamente à velocidade da luz" e corpos materiais "constituídos por essas partículas chamadas etérons".
Sid Deutsch, professor de engenharia elétrica e bioengenharia, conjetura que uma partícula éter "esférica e giratória" deve existir para "transportar ondas eletromagnéticas" e deriva seu diâmetro e massa usando a densidade da matéria escura.
Um modelo degenerado do fluido de Fermi, "composto principalmente de elétrons e pósitrons" que tem a consequência de uma velocidade de luz decrescente "com o tempo na escala da idade do universo" foi proposto por Allen Rothwarf. Em uma extensão cosmológica, o modelo foi "estendido para prever uma desaceleração do universo".

## Interpretações não padrão na física moderna

### Relatividade geral
Einstein às vezes usava a palavra éter para o campo gravitacional dentro da relatividade geral, mas essa terminologia nunca ganhou amplo apoio. 
Podemos dizer que, de acordo com a teoria geral da relatividade, o espaço é dotado de qualidades físicas; nesse sentido, portanto, existe um éter. De acordo com a teoria geral da relatividade, espaço sem éter é impensável; pois nesse espaço, não apenas não haveria propagação da luz, mas também não haveria possibilidade de existência de padrões de espaço e tempo (barras de medição e relógios), nem, portanto, intervalos de espaço-tempo no sentido físico. Mas este éter não pode ser pensado como dotado da característica qualitativa de meios ponderáveis, como consistindo de partes que podem ser rastreadas ao longo do tempo. A ideia de movimento pode não ser aplicada a ela. 

### Vácuo quântico
A mecânica quântica pode ser usada para descrever o espaço-tempo como não vazio em escalas extremamente pequenas, flutuando e gerando pares de partículas que aparecem e desaparecem incrivelmente rapidamente. Foi sugerido por alguns como Paul Dirac que esse vácuo quântico pode ser equivalente na física moderna de um éter particulado. No entanto, a hipótese do éter de Dirac foi motivada por sua insatisfação com a eletrodinâmica quântica e nunca ganhou apoio da comunidade científica convencional.
Robert B. Laughlin, ganhador do Prêmio Nobel de Física, possui uma cadeira de física na Universidade de Stanford, e disse isso sobre o éter na física teórica contemporânea: 
É irônico que o trabalho mais criativo de Einstein, a teoria geral da relatividade, se reduza a conceitualizar o espaço como um meio, quando sua premissa original [na relatividade especial] era a de que não existia esse meio [...] A palavra "éter" tem conotações extremamente negativas na física teórica por causa de sua associação anterior com a oposição à relatividade. Isso é lamentável porque, despida dessas conotações, ela captura bastante a maneira como a maioria dos físicos realmente pensa sobre o vácuo. . . .A relatividade na verdade nada diz sobre a existência ou inexistência de matéria que permeia o universo, apenas que tal matéria deve ter simetria relativística. [..] Acontece que tal matéria existe. No momento em que a relatividade estava se tornando aceita, estudos de radioatividade começaram a mostrar que o vácuo vazio do espaço tinha uma estrutura espectroscópica semelhante à dos sólidos e fluidos quânticos comuns. Estudos subsequentes com grandes aceleradores de partículas nos levaram a entender que o espaço é mais como um pedaço de vidro de janela do que o vazio newtoniano ideal. Ele é preenchido com 'coisas' normalmente transparentes, mas que podem ser visíveis batendo com força suficiente para nocautear uma peça. O conceito moderno de vácuo do espaço, confirmado todos os dias por experimentos, é um éter relativístico. Mas não chamamos assim porque é um tabu. 

## Modelos históricos

### Éter luminoso
Isaac Newton sugere a existência de um éter no Terceiro Livro de Óptica (1ª ed. 1704; 2ª ed. 1718): "Este meio etéreo, fora da água, vidro, cristal e outros corpos compactos e densos nos espaços vazios não se torna mais  e mais denso em graus e, dessa forma, refrata os raios de luz não em um ponto, mas dobrando-os gradualmente em linhas curvas? ...Não é este meio muito mais rarefeito nos corpos densos do Sol, estrelas, planetas e cometas, do que no espaço celeste vazio entre eles? E, passando deles a grandes distâncias, não se torna cada vez mais e mais denso perpetuamente, causando a gravidade desses grandes corpos um em relação ao outro e de suas partes em relação aos corpos; todo corpo se esforçando para ir das partes mais densas do meio para as mais raras?".
No século XIX, o éter luminífero, que significa éter portador de luz, era um meio teorizado para a propagação da luz (radiação eletromagnética). No entanto, uma série de experimentos cada vez mais complexos havia sido realizada no final de 1800, como o experimento de Michelson-Morley, na tentativa de detectar o movimento da Terra através do éter, e não conseguiu. Uma série de teorias de arrastamento do éter poderia explicar o resultado nulo, mas essas eram mais complexas e tendiam a usar coeficientes de aparência arbitrária e suposições físicas. Joseph Larmor discutiu o éter em termos de um campo magnético em movimento causado pela aceleração dos elétrons.
James Clerk Maxwell disse sobre o éter: "Em várias partes deste tratado, foi feita uma tentativa de explicar fenômenos eletromagnéticos por meio de ação mecânica transmitida de um corpo para outro através de um meio que ocupava o espaço entre eles. A teoria ondulatória da luz também pressupõe a existência de um meio. Agora temos que mostrar que as propriedades do meio eletromagnético são idênticas às do meio luminífero".
Hendrik Lorentz e George Francis FitzGerald ofereceram, dentro da estrutura da teoria do éter de Lorentz, uma solução mais elegante de como o movimento de um éter absoluto poderia ser indetectável (contração de comprimento), mas se suas equações estivessem corretas, a teoria da relatividade especial de Albert Einstein, de 1905 poderia gerar a mesma matemática sem se referir a um éter. Isso levou muitos físicos a concluir que essa noção moderna de um éter luminífero não era um conceito útil. Einstein, no entanto, afirmou que essa consideração era radical e antecipatória demais e que sua teoria da relatividade ainda precisava da presença de um meio com certas propriedades.

### Éter gravitacional mecânico
Do século XVI ao final do século XIX, os fenômenos gravitacionais também foram modelados utilizando um éter. A formulação mais conhecida é a teoria gravitacional de Le Sage, embora outros modelos foram propostos por Isaac Newton, Bernhard Riemann, e Lord Kelvin. Atualmente, nenhum desses conceitos é considerado viável pela comunidade científica.